# Parasemia raetzeri
Parasemia raetzeri là một loài bướm đêm thuộc phân họ Arctiinae, họ Erebidae.